# フランス芸術家協会
フランス芸術家協会（フランスげいじゅつかきょうかい）、ソシエテ・デ・ザルティスト・フランセ（フランス語: Société des artistes français）は、フランスで1881年に設立され、現在まで存続する美術団体。芸術アカデミーが開催していたサロン・ド・パリを引き継ぐ形で展覧会を開催している。

## 沿革
第二帝政までのフランス美術界では、芸術アカデミーが支配する展覧会であるサロン・ド・パリ（官展）が、画家が作品を発表する唯一の場所であった。画家たちは、サロンに入選することでブルジョワジーの顧客への知名度を上げ、公的・私的な制作注文を受けることができた。
普仏戦争後の第三共和政においても、1872年にサロンが再開されると、審査基準は保守性を強め、落選者が続出した。従来のサロンの基準からすれば、歴史画、物語画というジャンルの作品が高尚であり、サロンには国民の趣味を教育し、洗練する義務があると考えられていた。しかし、公衆は、風俗画、風景画、静物画など、サロンの基準からすれば下位のジャンルの作品を好んで買うようになっていき、サロンは矛盾を内包するようになった。そのような中、1874年以降、クロード・モネ、ピエール＝オーギュスト・ルノワール、カミーユ・ピサロ、エドガー・ドガらの若手画家たちが、サロンに失望し、独自のグループ展（印象派展）を開くということも起こった。

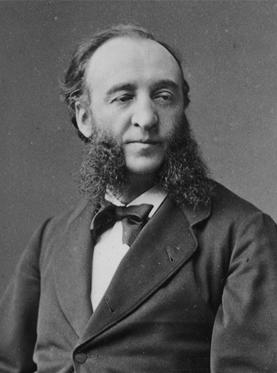
サロン廃止を決めたグレヴィ政権の公教育省大臣ジュール・フェリー。

一方、政界では、1873年に大統領となった王朝派のパトリス・ド・マクマオンが1879年に引退し、共和派のジュール・グレヴィが大統領に選出された。グレヴィ政権は、オルレアン王朝派や実業界と妥協しながら徐々に共和制の政策を進めていく穏健な日和見主義をとった。これは、公教育省大臣に任命されたジュール・フェリーの美術政策にも影響し、公衆の需要に応えるという共和派の理念と、保守的な芸術アカデミーとの間で折衷的な解決を模索することとなった。
フェリーが美術担当国務大臣に任命したエドモン・テュルクは、1879年、次のようなサロン改革案を提示した。
- サロン会場に電気の照明を用いること
- サロンの審査委員の範囲を拡大すること
- 絵画部門の審査を、物語画・人物画という高位のジャンルと、風俗画・風景画・静物画などの低位のジャンルに分けること

この改革案に対し、サロン審査委員会は反発し、ウィリアム・アドルフ・ブグローやポール・ボードリーが審査委員を辞任する事態となった。これに対し、テュルクは、美術行政機関のメンバーを粛清するなど、混乱が続いた。美術省大臣となったアントナン・プルーストが、審査免除特権をなくすこと、装飾美術のセクションを新設することなどのサロン改革案を出したが、これもアカデミーの反対に遭った。最終的に、フェリーの決断によって、1881年春のサロンを中止することが決まり、テュルクは、1月17日、次の通告を出した。
1. サロンの運営は美術家自身に任せること
2. 国は数年間のサロン出品作の中から優れたものを選んで展覧会（トリエンナーレ展）を開催すること

作品を売るための画家による展覧会と、鑑賞・教育のためのトリエンナーレ展を併存させるという妥協的解決策であった。
こうして、美術家自身による展覧会の運営主体として、芸術アカデミーに支配されないフランス芸術家協会が設立されることとなった。1881年春、フランス芸術家協会が第1回の年次展を開催した。これも「サロン」と通称される。
もっとも、フランス芸術家協会の中心人物は、ジャン＝レオン・ジェローム、アレクサンドル・カバネル、ブーグロー、エルネスト・メソニエといったアカデミー会員、エコール・デ・ボザール教授らで占められていた。その後、保守派と革新派の対立により、1884年、無審査・無褒賞のアンデパンダン展が分離独立した。また、メソニエは、ブーグローと対立し、1890年に仲間とともにフランス芸術家協会を離脱して、国民美術協会を設立した。
この頃から、サロン入選によって作品が認められ、画家が顧客を確保することができるというアカデミック・システムは弱体化していき、画家と画商が展覧会を主催し、批評家が広報・宣伝を担うという新しいシステムにとって代わられていった。

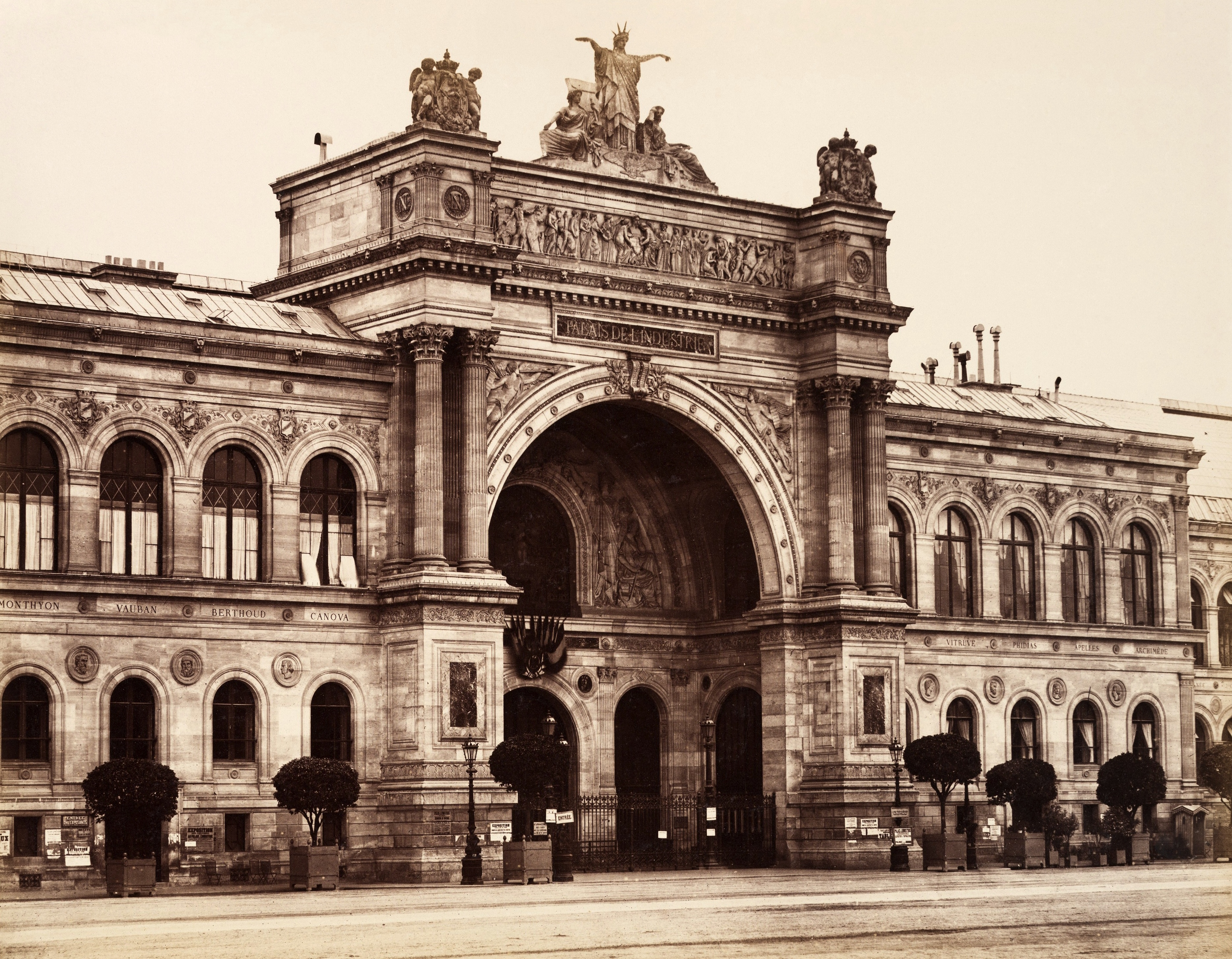
産業館

フランス芸術家協会主催のサロンの会場は、従来のサロンと同様、シャンゼリゼ通り沿いの産業館であった。産業館は、1900年のパリ万国博覧会で建て替えられてグラン・パレとなった。以後、戦争等による中断はありながら、毎年サロンを開催し、現在に至る。